# Cobblestone Records
Cobblestone Records was een Amerikaans platenlabel, dat jazz uitbracht. Eind jaren zestig (1968-1969) was het een label waarop singles uitkwamen, het was toen een sublabel van Buddah Records. Het label had begin jaren zeventig een slapend bestaan, tot Joe Fields in 1972 met een nieuwe versie van Cobblestone Records kwam. Ook toen was het een sublabel van Buddah. Het label was daarna actief tot ongeveer 1975. Veel platen die op het label uitkwamen waren geproduceerd door Don Schlitten. Later was onder meer Michael Cuscuna voor Cobblestone actief. Materiaal van het label kwam later in handen van Muse Records (opgericht door Don Schlitten) en 32 Jazz.
Musici die op Cobblestone Records uitkwamen zijn onder meer Grant Green, John Patton, Hermeto Pascoal, Elmore James, Ruth Brown, Cedar Walton met Hank Mobley, Jimmy Heat, Sonny Stitt en Steve Kuhn.